# باتمونوشتور
باتمونوشتور (به مجاری: Bátmonostor) یک شهرداری در مجارستان است که در ناحیه بایا واقع شده‌است. باتمونوشتور ۳۷٫۹۵ کیلومتر مربع مساحت و ۱٬۵۰۳ نفر جمعیت دارد.